# Pleurogymnus fuscus
Pleurogymnus fuscus är en tvåvingeart som beskrevs av Freeman 1951. Pleurogymnus fuscus ingår i släktet Pleurogymnus och familjen svampmyggor. Inga underarter finns listade i Catalogue of Life.